# Cassville (Missouri)
Pour les articles homonymes, voir Cassville.
Cassville est une ville de l'État du Missouri, aux États-Unis. Elle est le siège du comté de Barry.

## Démographie
Cassville était peuplée, lors du recensement de 2000, de 2 890 habitants.